# Chlorocalliope rivata
Chlorocalliope rivata är en fjärilsart som beskrevs av George Francis Hampson 1910. Chlorocalliope rivata ingår i släktet Chlorocalliope och familjen tandspinnare. Inga underarter finns listade i Catalogue of Life.